# Артеритис џиновских ћелија
Артеритис џиновских ћелија  (АЏЋ) или  темпорални артеритис један је од облика запаљење крвних судова (васкулитиса) које углавном погађа и оштећује велике крвне судове који снабдевају крвљу главу, врат, горњи део тела и руке. Како се најчешће јавља у артеријама око слепоочница (темпоралне артерије)  пацијенти се често жале на болове у слепоочницама. Ретко се јавља, али је опасна ако утиче на око јер може довести до слепила.

## Епидемиологија
Артеритис џиновских ћелија (темпорални) и реуматска полимијалгија, који се често јављају заједно, погађају скоро искључиво особе старије од 55 година. Ови поремећаји постају чешћи како људи старе. Они су 10 пута чешћи међу људима старијим од 80 година него међу онима од 50 до 59 година.
Најчешћи је код људи северноевропског порекла. 
Болест се може јавити и у појединим породицама.

## Етиологија
Артеритис џиновских ћелија утиче на средње до велике артерије у којима изазива упалу, оток, осетљивост и оштећење крвних судова који снабдевају крвљу главу, врат, горњи део тела и руке. Најчешће се јавља у артеријама око слепоочница (темпоралне артерије), које се гранају од каротидне артерије на врату. У неким случајевима, стање се може јавити у средњим до великим артеријама и на другим местима у телу.
Узрок стања је непознат. Верује се да је делом последица лошег имунолошког одговора . Поремећај је повезан са неким инфекцијама и одређеним генима.
Артеритис џиновских ћелија је чешћи код људи са другим инфламаторним поремећајем познатим као реуматска полимијалгија  и то скоро увек код људи старијих од 50 година.  

## Клиничка слика
Знаци и симптоми артеритиса гигантских ћелија, који се разликују  у зависности од тога које су артерије захваћене,  могу почети:
- постепено током неколико недеља

- нагло.

Клиничку слику карактерише:
- Пораст телесме температуре,

- Осећај умора праћен општим лошим стање,

- Губитак телесне тежине

- Зноје више него обично,
- Главобоља и бол у кожи главе - који је обично пореклом из захваћених великих артерије на глави. Бол је јак, понекад пулсирајући а локализован је у слепоочницама или потиљку. Артерије у слепоочници могу бити осетљиве на додир и палпирају се као отеченим и квргаве. Власиште може бити болно када се додирне или када се коса чешља.
- Слепило и поремећаји вида - могу се јавити у виду двостлика или замагљеног вида, велике слепе мрље, изненадног слепило на једном оку које се повлачи у року од неколико минута или у виду други проблеми са очима. Највећа опасност је трајно слепило, које може настати изненада ако се блокира доток крви у оптички нерв. Потпуно слепило на оба ока је неуобичајено ако се људи лече чим се сумња на дијагнозу, али се може десити и без лечења. Током протеклих 50 година, број поремећаја вида је опао, док су стопе опоравка порасле, највероватније зато што се артеритис џиновских ћелија дијагностикује раније и лечи пре него што су очи погођене болешћу.
- Бол у вилици и језику - је типичан за ову болест, а прачен  је умором убрзо након што пацијент почне да жваће. Језик такође може да боли када пацијент или говори. Пацијенти који имају бол у вилици и језику имају већу вероватноћу да имају проблема са видом.
- Неуролошки и кардиоваскуларни проблеми - у виду повремене блокаде доток крви у мозак, што може резултовати можданим ударом. Понекад запаљење оштети аорту, узрокујући кидање њене слузокоже (дисекција аорте) или појаву избочења (анеуризма аорте) у њеном зиду.
- Реуматична полимиалгија - коју карактерише  јаки бол и укоченост у врату, раменима и куковима. Болови су јачи током ноћи и ујутру.

## Дијагноза
Дијагноза артеритиса гигантских ћелија се поставља на основу симптома и резултата физичког прегледа, током кога се палпацијом слепоочнице уочава да су темпоралне артерије тврде, квргаве или осетљиве. Дијагноза је такође вероватнија ако пацијент има и симптоме реуматске полимијалгије.
Тестови крви
Резултати тестова крви могу подржати дијагнозу. На пример, анемија, веома висока брзина седиментације еритроцита  и висок ниво Ц-реактивног протеина указују на упалу.
Биопсија
Често се ради биопсија темпоралне артерије (у пределу слепоочнице) да би се потврдила дијагноза.
Ултразвук
Ултразвук темпоралних артерија, је тест који помаже у потврђивању дијагнозе је ултразвук, Понекад ултразвук може учинити биопсију непотребном.
Магнетна резонантна ангиографија
Ако се сумња на артеритис гигантских ћелија у веома великим артеријама, као што је аорта и њене главне гране, може се урадити ангиографија магнетне резонанце да би се потврдила дијагноза.

## Терапија
Правовремени третман може помоћи у спречавању озбиљних проблема као што су слепило или мождани удар.
Када се сумња на артеритис гигантских ћелија, ординирају се кортикостероиди, као што је орални преднизон. Ови лекови се често користе чак и пре него што се уради биопсија.  
Већина људи почиње да се осећа боље у року од неколико дана након почетка лечења. Доза кортикостероида се постепено и јако споро смањује, у наредних годину до две дана, након непрекидног узимања.
Примена кортикостероиди, може бити проблематичан код старијих људи. Иако ови лекови могу изазвати драматична побољшања и неопходни су за спречавање слепила, код њих је већа вероватноћа да изазивања нежељених ефекте код старијих људи. Људи могу задржавати течност, апетит им се може повећати и могу постати збуњени. Шећер у крви се може повећати, понекад изазивајући дијабетес, а густина костију се може смањити. Крвни притисак се може повећати.  
Старије особе које узимају кортикостероиде подстичу се да предузму мере за одржавање густине костију. Могу да раде вежбе са оптерећењем и узимају суплементе калцијума и витамина Д. Узимање антиресорптивних лекова може помоћи у повећању густине костију. Такви лекови укључују бисфосфонате ( алендронат , риседронат , ибандронат и золедронску киселину).
Какд се постави коначна дијагноза артеритиса гигантских ћелија, већини пацијената  даје се и биолошки лек тоцилизумаб. Овај лек смањује количину кортикостероида потребних за контролу болести.

## Превенција
Да би се смањили ризик од нежењених ефеката терапије, лекари постепено смањују дозу кортикостероида и и престају да дају овај лек што је пре могуће.
Пацијенти ће морати у склопу лечења да предузму и следеће кораке да би заштитили снагу костију.
- Избегавају пушење и прекомерни унос алкохола.
- Узмимају додатни калцијум и витамин Д (на основу савета лекара).
- Започну редовно ходање или друге облике вежби за ношење тежине.
- Провере стање своје кости тестом минералне густине костију (БМД) или ДЕКСА скенирањем.
- Узмимају бисфосфонатни лек, као што је алендронат.

## Прогноза
Већина болесника се потпуно опорави, али лечење може потрајати 1 до 2 године или дуже. Међутим  стање се може вратити касније.
Након болести може доћи и до оштећења других крвних судова у телу, попут анеуризме . Ово оштећење може довести до можданог удара или масовног искрварења у будућности.